# Jandi
Jandi is een bestuurslaag in het regentschap Karo van de provincie Noord-Sumatra, Indonesië. Jandi telt 429 inwoners (volkstelling 2010).